# Roland Reichwein
Roland Reichwein (* 9. Januar 1936 in Eberswalde; † 2. Januar 2023) war ein deutscher Soziologe und Hochschullehrer.

## Leben
Nach der Promotion in Münster am 23. Juli 1963 war er von 1963 bis 1971 wissenschaftlicher Mitarbeiter am Max-Planck-Institut für Bildungsforschung. Er war Assistenzprofessor (1971–1976) für Soziologie der Erziehungswissenschaft an der FU Berlin. Er lehrte als Professor für Soziologie und Sozialpädagogik an der PH Münster und für Soziologie an der Universität Münster (1981–1999).
1982 unterzeichnete er den Aufruf Münsteraner Pädagogen gegen Rüstungswahnsinn, der gegen die Stationierung atomarer Mittelstreckenraketen in der Bundesrepublik protestierte.

## Schriften (Auswahl)
- Funktionswandlungen der betrieblichen Sozialpolitik. Eine soziologische Analyse der zusätzlichen betrieblichen Sozialleistungen. Köln 1965, OCLC 905046194.
- mit Gerhard Kath und Christoph Oehler: Studienweg und Studienerfolg. Eine Untersuchung über Verlauf und Dauer des Studiums von 2000 Studienanfängern des Sommersemesters 1957 in Berlin, Bonn, Frankfurt/Main und Mannheim. Berlin 1966, OCLC 1050459009.
- Traditionelle und innovatorische Tendenzen in der beruflichen Ausbildungsphase von Gymnasiallehrern. Stuttgart 1976, ISBN 3-12-982370-0.
- Adolf Reichwein und der Kreisauer Kreis. Ein Weg in den deutschen Widerstand. Göttingen 2018, ISBN 3-8353-3179-5.